# كيفن لارسن
كيفن لارسن (بالبوكمول: Kevin Larsen) (10 مايو 1986 بساندفيورد في النرويج - ) هو لاعب كرة قدم نرويجي في مركز الدفاع. شارك مع منتخب النرويج تحت 18 سنة لكرة القدم ومنتخب النرويج تحت 19 سنة لكرة القدم ومنتخب النرويج تحت 21 سنة لكرة القدم. أما مع النوادي، فقد لعب مع ترومسو إيدريتسلاغ ونادي ساندفيورد ونادي لين وHønefoss BK ‏.

## وصلات خارجية
- كيفن لارسن على موقع اتحاد النرويج (النرويجية)
- كيفن لارسن على موقع قاعدة بيانات كرة القدم.إي يو (الإنجليزية)
- كيفن لارسن على موقع Soccerway.com (الإنجليزية)